# Пармелі (Північна Кароліна)
Пармелі (англ. Parmele) — місто (англ. town) в США, в окрузі Мартін штату Північна Кароліна. Населення — 243 особи (2020).

## Географія
Пармелі розташоване за координатами 35°49′8″ пн. ш. 77°18′53″ зх. д. / 35.81889° пн. ш. 77.31472° зх. д. (35.818950, -77.314602).  За даними Бюро перепису населення США в 2010 році місто мало площу 3,07 км², уся площа — суходіл.

## Демографія
Згідно з переписом 2010 року, у місті мешкало 278 осіб у 116 домогосподарствах у складі 74 родин. Густота населення становила 90 осіб/км².  Було 145 помешкань (47/км²).
Расовий склад населення:
| - 91,4 % — чорних або афроамериканців - 8,6 % — білих |

До двох чи більше рас належало 0,0 %. Частка іспаномовних становила 0,0 % від усіх жителів.
За віковим діапазоном населення розподілялося таким чином: 19,8 % — особи молодші 18 років, 57,5 % — особи у віці 18—64 років, 22,7 % — особи у віці 65 років та старші. Медіана віку мешканця становила 43,6 року. На 100 осіб жіночої статі у місті припадало 82,9 чоловіків;  на 100 жінок у віці від 18 років та старших — 72,9 чоловіків також старших 18 років.
Середній дохід на одне домашнє господарство  становив 72 154 долари США (медіана — 34 375), а середній дохід на одну сім'ю — 88 669 доларів (медіана — 58 750). За межею бідності перебувало 13,5 % осіб, у тому числі 36,7 % дітей у віці до 18 років та 1,3 % осіб у віці 65 років та старших.
Цивільне працевлаштоване населення становило 137 осіб. Основні галузі зайнятості: освіта, охорона здоров'я та соціальна допомога — 28,5 %, виробництво — 25,5 %, роздрібна торгівля — 11,7 %, публічна адміністрація — 10,2 %.